# Eddie Johnson (koszykarz ur. 1959)
Eddie Johnson, właśc. Edward Arnet Johnson (ur. 1 maja 1959 w Chicago) – amerykański zawodowy koszykarz, skrzydłowy, laureat nagrody dla najlepszego rezerwowego NBA.
Jest jedynym zawodnikiem w historii NBA, który pomimo zdobycia co najmniej 19 000 punktów (19 202) podczas całej kariery nigdy nie wystąpił w NBA All-Star Game.
Był często mylony z Fast Eddie Johnsonem, zawodnikiem, który pojawił się w NBA w 1977 roku i został z niej wyrzucony, z powodu złamania przepisów antynarkotykowych. Pomyłka ta jest dość znacząca, ponieważ nawet na profilu zawodnika, na oficjalnej stronie NBA, nie przypisano mu nagrody dla najlepszego rezerwowego ligi, przypisano ją natomiast wcześniej wspomnianemu Fast Eddiemu.

## Osiągnięcia
NCAA
- Uczestnik rozgrywek Sweet Sixteen turnieju NCAA (1981)
- Zaliczony do
  - I składu Big Ten (1981)[5]
  - II składu Big Ten (1980)[5]
  - składu All-Big Ten Honorable Mention(1979)[5]
  - Illini Men's Basketball All-Century Team (2004)[5]
- 2-krotny MVP zespołu (1980, 1981)[5]

Grecja
- Mistrz Grecji (1995)[6]
- Wicemistrz Euroligi (1995)[7]

NBA
- Najlepszy rezerwowy sezonu (1989)[1]
- Zawodnik tygodnia NBA (6.11.1983)[8]